# Baltiske sprog
De baltiske sprog er en sproggruppe, der tilhører den indoeuropæiske sprogfamilie, og betragtes af lingvister som de mest uforandrede, stadig anvendte indoeuropæiske sprog[kilde mangler]. Sprogene lettisk og litauisk er de mest udbredte baltiske sprog, der anvendes af omtrent 1,5 mill. hhv. 3,15 mill. mennesker og er nationalsprog i Letland og Litauen. 
Sandsynligvis omkring 2300-2200 f.v.t. var der en massiv indvandring af folk fra sydøst, der repræsenterede båndkeramikkulturen, til hele Øst- og Centraleuropa og så langt nord på som det sydlige Finland.
Estisk, der er nationalsprog i Estland, hører ikke til de indoeuropæiske sprog, men til den finsk-ugriske sprogfamilie, som blandt andet også omfatter finsk og ungarsk.

## De balto-slaviske sprog
Forholdet mellem de balto-slaviske sprog har været emnet for mange diskussioner fra starten af den videskabelige indoeuropæiske lingvistik. Selvom de store sammenfald mellem baltiske og slaviske sprog er meget tydelige, mener nogle, at sammenfaldet beror på den dialektiske forbindelse mellem sprogene i den tidlige indoeuropæiske udvikling.
Selvom de baltiske sprog er i samme gruppe, adskiller ordforrådet i litauisk og lettisk og specielt oldprøjsisk sig væsentligt fra hinanden, og sprogene er ikke gensidigt forståelige. Det nu uddøde oldprøjsiske sprog bliver betragtet som det mest oprindelige af de baltiske sprog.

## De baltiske sprog opdeles i to undergrupper
Sproggruppen indeles i to undergrupper: Vestbaltiske sprog, som kun indeholder uddøde sprog, og østbaltiske sprog, som indeholder både to levende sprog: litauisk, som omfatter både almindeligt litauisk og dialekten žemaitisk, og lettisk, som omfatter både almindeligt lettisk og dialekten letgallisk, samt de døde sprog selonisk og semgalisk.
Der er ikke enighed blandt lingvister om, hvordan gammelkurisk og nykurisk skal placeres i forhold til opdelingen øst-/vestbaltisk.

### Vestbaltiske sprog †
- † Galindisk
- † Gammelpreussisk
- † Jotvingisk
- † Skalvisk

### Østbaltiske sprog
- Lettisk (tales af ca. 2 – 2,5 mio. personer (ca. 1,39 mio. etniske lettere, 0,5 – 1 mio. etniske russere, 0,15 mio. "andre"))
  - Letgallisk (tales af ca. 0,15 mio.) anses for en lettisk dialekt
- Litauisk, opdeles i to dialekter:
  - Aukštaitisk (eller højlitauisk) (tales af ca. 3,4 mio.) litauisk dialekt, der tales i de centrale dele af Litauen
  - Žemaitisk (eller vestlitauisk) (tales af ca. 0,5 mio.) litauisk dialekt, der tales i den nordvestlige del af Litauen
- † Selisk
- † Semgalisk

- † Gammelkurisk (status som Øst eller Vest baltisk sprog er omdiskutert)   
  - (†) Nykurisk (status som Øst eller Vest baltisk sprog er omdiskutert)

† = uddødt sprog
(†) = næsten uddødt sprog

## Geografisk udbredelse
Der har tidligere været talt baltisk i et område, der strækker sig fra vest for Wisła i det nuværende Polen og mindst så langt øst på som til Dnepr i det nuværende Hviderusland, måske endda til Moskva, og muligvis så langt syd på som Kyiv. De vigtigste beviser på de baltiske sprogs udbredelse er navngivelsen af vandområderne (vandløb, floder, søer og have). I hele dette område har navnene på vandområderne baltiske rødder. At bruge de sproglige rødder i vandområdernes navne accepteres og benyttes bredt blandt lingvister til at afgøre udbredelsen af en kulturs indflydelse. Navnene på vandområderne kan imidlertid ikke bruges til at tidsfæste denne udbredelse.
Den historisk ekspansion af brugen af slaviske sprog i syd og øst, og tysk sprog i vest reducerede den geografiske udbredelse af de baltiske sprog til en brøkdel af det tidligere område.
Folk, der i dag taler baltiske sprog, bor først og fremmest indenfor grænserne af Litauen og Letland (ca. 5 mio.) og ca. halvt så mange i emigrantsamfund fortrinsvis i USA, Canada, Australien, i de tidligere Sovjetrepublikker, og i de senere år i Tyskland, England, Irland og Skandinavien.